# أيام شامية (مسلسل)
أيام شاميه أحد أبرز المسلسلات الدراما السورية التاريخية والذي عرض في فترة التسعينات الميلادية، وهو من تأليف أكرم شريم، وإخراج بسام الملا، وإنتاج التلفزيون السوري، وهو من أهم المسلسلات التي صورت الحياة العامة والعادات لأهل الشام خلال بدايات القرن العشرين، لعب بطولتها : بسام كوسا،عباس النوري، خالد تاجا ،رفيق السبيعي.، سامية الجزائري، وفاء موصللي، سليم كلاس، ناجي جبر والعديد من الفنانين الكبار. أقتبست من فكرة هذا المسلسل أفكار العديد من المسلسلات التي تصور الحياة الدمشقية في أواخر القرن الثامن عشر وبدايات سلسلة المسلسلات التاريخية مثل (الخوالي وليالي الصالحية وباب الحارة وغيرها من المسلسلات التي كانت مكملة لما بدأ به هذا المسلسل.

## الخلفية التاريخية
مدينة دمشق حي باب سريجة، في بداية القرن العشرين وتحديدًا عام 1910 للميلاد أيام الخلافة العثمانية.

## شخصيات الرواية
- سيفو العكر - لاجئ من حي الشاغور – (ناجي جبر)
- أبو صطيف - الزعيم – (رفيق سبيعي)
- محمود الفوال - صاحب مطعم الفول والحمص - (عباس النوري)
- فتحية عروسة محمود (تولين البكري)
- حمدي – أجير في القهوة – (بسام كوسا)
- أم عبدو - زوجة أبو عبدو الأولى - (سامية الجزائري)
- أم محمود - والدة محمود الفوال - (هالة شوكت)
- أبو محمد - المختار - (عدنان بركات)
- أبو عبدو - تاجر غنم - (خالد تاجا)
- ديبو - الحلاق - (سليم كلاس)
- أم نبيل - الداية - (هدى شعراوي)
- نزيهة - زوجة أبو عبدو الثانية - (وفاء موصللي)
- دشيش - بائع على عربة - (حسام تحسين بيك)
- أبو ياسين - الحكواتي - (علي التلاوي)
- أبو ظاهر - منجد الحارة - الفنان الكبير (تيسير السعدي)
- أبو قاسم - صاحب القهوة - (محمد العقاد)
- أبو خالد - و لقبه الفحل - الحارس - (أدهم الملا)
- أبو أحمد - بائع البيض - (علي الرواس)
- عمر - شغيل عند أبو ظاهر - (مؤيد الملا)

ومن الأطفال :
- ياسين ابن الداية - (قيس الشيخ نجيب)
- ابنة أبو ضاهر الصغيرة (ندين حسام تحسين بك)

و هناك شخصيات ثانوية أخرى ممن كانو لهم دور في نجاح المسلسل

## أحداث الرواية
الحدث الرئيسي الذي تدور حوله الأحداث الجزئية هو حالة الفقر المدقعة لمحمود (الفوال) الذي يعيش مع أمه في منزل صغير نصفها ملك له، ونصفها الآخر اضطرت أمه لرهنه عند أبو قاسم صاحب القهوة، حين عزَّ القوت في البلد، فكان ثمن الشقة الثانية كيسًا من الطحين، ولم تتمكن من دفع قيمتها لجارها، وألح الدائن عليها، وليس بين أيديهم وفاؤه وراح يستدين ذلك المبلغ من التاجر أبي عبده (تاجر الأغنام) وأصر أبو عبده ليعطيه المبلغ وهو خمس عشرة ليرة ذهبية عثمانية على ضمان لدَيْنه وكان الضمان أغلى ما يملكه محمود وهو شعرات شواربه.
ويفد إلى الحي سيف الملقب عند العثمانيين (سيفو العكر) ويلقبه المختار ب(سيفو) قتل قتيلاً في حي الشاغور يطلب الالتجاء إلى هذا الحي، وكان هذا القتيل هو من الشريحة التركية التي كانت تحكم البلد آنذاك، فتتحرك الحمية في الزعيم أبي مصطفى ويقبله لاجئًا في الحي عنده، وتكبر رجولته في هذا القتل، ثم يتصادق سيف مع (ديبو) الحلاق و(محمود) الفوال، وتتوثق عرى المحبة بينهم، وتحدث شجارة بين سيفو وحمدي اجير القهوة، وبدأ الناس يغمزون محمود لإقدامه على رهن شواربه مقابل هذا الدَّين، لكنه بجدّه وكدّه يهيئ المبلغ ويحضر إلى بيت دائنه أبي عبده ليسلمه المبلغ فيبحث أبو عبده عن شعرات الشوارب فلا يجدها ويجن جنونه. وكانت قد أخفتها زوجته الجديدة الشابة لتثأر من الزوجة الأولى التي تملك مفتاح صندوق زوجها، فهي المسؤولة عن ضياعها، وقد سرقتها في غفلة منها من الصندوق، فتتأزم القضية ويتدخل الزعيم ويضطر أبو عبده إلى الإتيان بشعرات تزوير ويدعي أنها شوارب محمود، وتكشف القضية ويُفتضح أبو عبده نتيجة الصراعات المحمومة بين زوجتيه ويحكم الزعيم ببقاء المبلغ مع محمود حتى يأتي التاجر الدائن بالرهن من الشوارب، ويزداد الناس في النيل من محمود والتعريض فيه، ويغضب له (سيفو) البطل ويقوم بعدة صراعات ضد خصوم محمود تجعل الحي يعج بالخلافات يتدخل الزعيم في حلها عندما يعجز الجميع عن ذلك، وفي اجتماع لأعضاء كبار الحي ينصر الزعيم الفوال محمود ويعتبر شوارب محمود وقيمتها من شواربه فعندئذ يرضى (المنجد) أن يزوج ابنته (فتحية لمحمود) بعد أن صارت كرامة محمود من كرامة الزعيم، ويعقد العرس وتدخل فتحية عنصرًا ثالثًا إلى بيته مع أمه.
تشي الزوجة الثانية بالزوجة الأولى أن الشوارب معها، فيغضب أبو عبده ويأخذ الشوارب ويطرد زوجته الأولى ويقرب الثانية لكنه لا يطلقها ولا يرضى بتسليم الشوارب إلا باستلام المبلغ. كان محمود قد صرف المبلغ (خمس عشرة ليرة عثمانية) أو أغلبه في الزواج ويتدخل الزعيم ثانية لصالح محمود ويقول لأبي عبده: إنه هو الكفيل لمحمود بسداد الدَّين، فعندئذ تسلم الشوارب لمحمود وتنتهي عقدة الشوارب.
رافق هذا الحدث الرئيسي بعض الأحداث الجزئية، منها أن يعتدي الشرطة الأتراك على عرض (أبي أحمد) بائع البيض فيدخلون بيته ويزنون بابنته ويهربون، فيلتجئ إلى الزعيم الذي فكر طويلاً وطلب من أبي أحمد كتمان الأمر حتى يستر على ابنة أبي أحمد ويعلن زواج ابنه منها على أن يطلقها فيما بعد ويحفظ عرض أبي أحمد ولا يتحدث بالحادثة لأحد. حيث هدف الزعيم من طرف آخر إلى إعطاء الأمان للشرطة المجرمين كي يحضروا إلى الحي ويوصي أبا أحمد بالتباسط معهم، حتى يدعوهم إلى بيته، وهناك يدبر لهم من يقتلهم وهو (سيفو) اللاجئ السياسي الذي استغل دائمًا لعمل الخير، وحدث جزئي آخر حول الحكواتي الذي منعه أهل زوجته المطلقة من أن يرى ابنته لخمس سنوات فيتدخل الزعيم ويفرض عودة البنت إلى أبيها بعد صدور الحكم الشرعي ورؤيته لها، ومن الأحداث الجزئية أن تطلق الزوجة الجديدة لأبي عبده حين كشفت زوجته الأولى أن الثانية هي التي سرقت الشوارب وأخفتها كذلك تحدي حمدي لسيفو في جلسة سهرة أن يذهب إلى المقبرة ويقلي بيضة بين القبور (بعد أن قص عليهم ديبو قصة الشاب الذي ذهب إلى المقبرة وقلى بيضه بين القيور) وهو ماقبله سيفو وذهب إلى المقبرة لكن عندما دخل إلى قبر مهجور وتذكر الموت والأموات سالت دموعه خوفًا من الله لا خوفًا من أحد غيره فأخذ عهدًا أمام الله أن يصلي ويصوم وألا يؤذي أحد وأن يستخدم قوته في نصرة المظلومين ويتوب إلى الله إن أنقذه الله من هذه المحنة.